# Bashkia e Koplikut
Bashkia e Koplikut är en kommun i Albanien.   Den ligger i prefekturen Qarku i Shkodrës, i den norra delen av landet, 100 kilometer norr om huvudstaden Tirana.
Runt Bashkia e Koplikut är det ganska tätbefolkat, med 96 invånare per kvadratkilometer.